# Roxette
I Roxette sono stati un duo pop rock svedese fondato da Per Gessle (voce e chitarra) e Marie Fredriksson (voce e pianoforte).
L'idea era quella di creare delle melodie orecchiabili. Secondo una spiegazione ironica del front-man, era per riuscire a dare un'impronta seria e più credibile ai testi delle sue canzoni, con l'aiuto vocale della cantante.
I Roxette raggiungono la piena notorietà tra la fine degli anni ottanta e gli inizi degli anni novanta del ventesimo secolo.
Sono i singoli Listen to Your Heart e The Look, dall'album del 1988 Look Sharp!, che portano i Roxette al successo europeo ed internazionale: negli Stati Uniti sono entrambe numero uno nella classifica di Billboard, insieme a It Must Have Been Love, riarrangiata nel 1990 per la colonna sonora del film Pretty Woman.
Confermano il loro successo tra il 1991 e il 1992 con l'album Joyride, i singoli da esso estratti, il tour mondiale Join the Joyride World Tour - Join the Joyride 1991-92, con l'uscita dell'album Tourism, e il singolo How Do You Do!, insieme alla pubblicazione ulteriore degli home-videos Live-Ism e The Videos.
Continuano ad avere successo, soprattutto in Europa, con i singoli Sleeping in My Car, Crash! Boom! Bang! e Run to You, tratti dal quinto album, del 1994, Crash! Boom! Bang!, con il tour mondiale che ne segue, tra il 1994 e il 1995, e l'uscita della prima raccolta del gruppo, Don't Bore Us - Get To The Chorus!, in particolare con un brano dei quattro inediti presenti, You Don't Understand Me, scritto insieme a Desmond Child ed estratto come primo singolo.
Dopo una pausa di quasi cinque anni, ritornano e confermano il proprio successo, con i singoli Wish I Could Fly e Anyone, tratti dall'album del 1999 Have a Nice Day, e forse con un'attenzione minore, qualche anno dopo, con la pubblicazione dell'album Room Service, in cui vengono estratti anche i singoli The Centre of the Heart e Real Sugar.
Tra il 2002 e il 2006 i Roxette hanno riproposto i loro successi, pubblicando alcune raccolte e antologie come The Ballad Hits e The Pop Hits, a cavallo tra il 2002 e il 2003, A Collection of Roxette Hits: Their 20 Greatest Songs! nel 2006, insieme all'antologia celebrativa The RoxBox/Roxette 86-06, aggiornandole tutte con alcuni inediti, outtakes e B-sides.
Nel 2011 l'album Charm School e il tour mondiale che ne segue segnano il ritorno del duo svedese sulla scena musicale internazionale. Il tour mondiale, iniziato nel 2011, verrà prolungato nel 2012 anche in Australia e Asia, come in Sud America e in Sudafrica, e in coincidenza con la pubblicazione di un nuovo album Travelling e l'unico singolo estratto dall'album It's Possible. Ulteriori date per il tour mondiale sono state poi aggiunte anche negli Stati Uniti e in Canada.
Gli album dei Roxette sono stati pubblicati dalla EMI, anche per Parlophone e Capitol; al 2006 contano 75 milioni di copie vendute in tutto il mondo. Nel 2016 passano alla Warner, con la quale pubblicano il loro ultimo album Good Karma, prima della scomparsa di Marie Fredriksson, che avviene nel 2019.
Nella primavera del 2024, Per Gessle, annuncia il ritorno del gruppo con un nuovo tour nel 2025. Ad affiancarlo come cantante , la svedese Lena Philippsson, già famosa in patria e amica dello stesso Gessle. La notizia ha in qualche modo diviso i fans, che in parte si sono dichiarati entusiasti di potere riascoltare live le canzoni del gruppo , d’altra parte alcuni hanno sostenuto che i Roxette sono esclusivamente Per Gessle e Marie Fredriksson, non apprezzando quindi la sostituzione di quest’ultima. Il tuor partirà a febbraio 2025 dal Sud Africa per proseguire in Australia, Svezia, Germania, Svizzera e Danimarca.

## Storia del gruppo
Il nome del gruppo fu scelto dal singolo omonimo dei Dr. Feelgood, per promuovere negli Stati Uniti i Gyllene Tider, già conosciuti in Svezia, con il mini-LP Heartland. Lo scarso successo del singolo Teaser Japanese, e dell'album in sé, portarono il gruppo, dopo un breve tour, allo scioglimento.
Nel 1985 Per Gessle pubblicò Scener, mentre Marie Fredriksson, dopo aver collaborato alla registrazione di The Heartland Cafè, con un passato insieme alle band Mamas Barn e Strul, pubblicò il suo secondo album in studio, Den Sjunde Vagen.

### 1986-1992

#### Pearls of Passion, il primo album
Nel 1986 Marie Fredriksson e Per Gessle formarono i Roxette come un duo con l'aiuto di Roffe Nygren. Registrarono insieme Pearls of Passion, riadattando per l'occasione brani, come Som I en Drom, diventata So Far Away, che Gessle aveva lasciato per un ipotetico album solista. Per il loro debutto la EMI bloccò la pubblicazione di Svarta Glas, già registrata da Niclas Walghren, per riadattarla a una versione in lingua inglese, come Neverending Love. Pearls of Passion, nel 1986, verrà pubblicato solo in Svezia.
Durante il tour "Rock Runt Rycket" del 1987, insieme a Eva Dalghren e Ratata incisero I Want You. Lo stesso anno con alcuni pezzi dell'EP Dance Passion riuscirono a spingersi al di fuori della Scandinavia, cercando di attirare l'attenzione soprattutto in Germania.
In Svezia pubblicarono It Must Have Been Love (Christmas for the Broken Hearted).

#### Look Sharp!, successo internazionale
Look Sharp! è il primo album pubblicato a livello internazionale. In Svezia nel 1988 i Roxette pubblicarono Dressed For Success promuovendo l'album in uscita Look Sharp! con un tour in Scandinavia. In alcuni Paesi europei, Italia compresa, venne estratto Chances come secondo singolo. In Svezia venne pubblicato Listen To Your Heart.
Il singolo The Look venne pubblicato anche negli Stati Uniti e in Canada, dove riuscì a scalare la classifica Hot 100 di Billboard, e a rimanere, l'8 aprile 1989, alla n. 1 della classifica per un'intera settimana. Verso la fine del 1989, secondo Billboard, The Look è tra i primi venti singoli dei "100 singoli più caldi dell'anno".
Vennero pubblicati di nuovo Dressed For Success e Listen To Your Heart, a livello internazionale, nel 1989. Dressed For Success si fermò alla posizione 14 nella classifica di Billboard Hot 100, Listen To Your Heart fu il secondo singolo dei Roxette che raggiunse e si fermò per una settimana alla n. 1.
Il quarto singolo estratto dall'album, Dangerous, verso la fine di dicembre 1989, negli Stati Uniti, entrò nella Hot 100 di Billboard e, nel 1990, stazionò per due settimane alla posizione n. 2.
Molto del successo dell'album Look Sharp!, che venne fatto circolare per le stazioni radio americane, è dovuto a Dean Cushman, all'epoca studente americano di Minneapolis che ritornò dalla Svezia con l'album e convinse la stazione radiofonica KDWB 101.3 FM ad ascoltarlo.
Listen to Your Heart e The Look portarono i Roxette al successo europeo e internazionale: entrambe numero uno negli Stati Uniti insieme a It Must Have Been Love, riarrangiata nel 1990 per la colonna sonora del film Pretty Woman.
Il duo svedese Roxette è stato anche in Italia nel 1989, sia nella manifestazione canora Festivalbar, in cui presentarono anche Dressed for Success, oltre che The Look, e durante la leg europea del tour "Look Sharp Live!", in cui fecero tappa il 23 novembre al Rolling Stone di Milano. Inoltre in Italia molta visibilità per i Roxette fu data dalla partecipazione al Festival di Sanremo, in cui furono ospiti il 23 e il 24 febbraio 1990, promuovendo Dangerous e Listen to Your Heart.
Look Sharp! ha venduto complessivamente 8 milioni di copie ed è stato premiato come "Miglior album svedese" con il premio Rockbjornen; i Roxette sono stati premiati invece come "Miglior gruppo svedese". Per Gessle ha ricevuto il suo primo riconoscimento agli Swedish Grammys Awards nella categoria "Best Composer".

#### JoyrideeTourism
Un altro successo è stato l'album Joyride, anticipato dal singolo dal medesimo titolo e seguito da altri singoli di successo, come Fading Like A Flower e Spending My Time.
A conferma del grande successo dell'album, i Roxette intrapresero il loro primo tour mondiale, Join the Joyride 1991-92, da cui verrà pubblicato successivamente un home video, "Live-Ism", con il concerto registrato nel dicembre 1991 all'"Entertainment Centre" di Sydney, in Australia.
Nel luglio del 1992, durante il tour mondiale Join the Joyride 1991-92, venne pubblicato un nuovo singolo, How Do You Do!, che anticipò l'uscita di quello che sarebbe stato il quarto album dei Roxette, Tourism.
Con il sottotitolo: "Songs from Studios, Stages, Hotelrooms & Other Strange Places" (Brani Provenienti da Palchi, Stanze D'Albergo e Altri Strani Posti), pubblicato nell'agosto del 1992, l'album include naturalmente alcuni inediti, outtakes e diversi brani rivisitati, registrati anche durante le varie tappe del tour, come So Far Away, l'inedito Here Comes The Weekend, insieme all'outtake dall'album "Look Sharp!" Never Is a Long Time, proposti in una versione acustica, come indicato dal sottotitolo. Non a caso ci sono anche alcuni brani dal vivo, registrati durante il loro primo tour mondiale, come It Must Have Been Love, riarrangiato tra uno stile country ed una versione live, Things Will Never Be The Same, registrato a Zurigo nel 1991, ed i brani The Look e Joyride, tratti dal concerto di Sydney, registrato anche per l'home video "Live-Ism".
Altri singoli estratti dall'album "Tourism" sono stati Queen of Rain e Fingertips '93.

### 1993-1998

#### RoxetteUnplugged
Per MTV Unplugged, Roxette registra un concerto semi-acustico al Cirkus di Stoccolma, il 9 gennaio 1993.
Roxette è una delle prime band straniere, in questo caso, non inglesi o americane, alla registrazione di questo programma.
L'unplugged verrà pubblicato ufficialmente solo nel 2006, in DVD, all'interno del The RoxBox '86-'06, un cofanetto-retrospettiva composto da altri 4 CD.
Per Gessle dal momento dell'avvenuta registrazione del programma, nelle interviste rilasciate, ha spiegato che il motivo principale per cui l'"unplugged" non avesse una degna pubblicazione fosse dovuto a una questione di diritti legati solo all'emittente MTV: l'unico materiale pubblicabile, prima dell'uscita in DVD, erano state le esibizioni di The Look, Joyride e Dangerous, b-sides dei singoli Sleeping in My Car, Crash! Boom! Bang! e Fireworks, singoli tratti dall'album del 1994 Crash! Boom! Bang!. Successivamente le versioni unplugged di The Look, Joyride e Dangerous sono state pubblicate anche nell'album Rarities, uscito solo in Giappone.

#### Fingertips '93eAlmost Unreal
Oltre a pubblicare Fingertips '93, una versione differente del brano Fingertips, come terzo e ultimo estratto dall'album Tourism, nel 1993 Roxette pubblica il singolo Almost Unreal, per la colonna sonora del film Super Mario Bros., registrato, in origine, per il film della Walt Disney Pictures, Hocus Pocus diretto da Kenny Ortega con Bette Midler, Sarah Jessica Parker e Kathy Najimy.

#### Crash! Boom! Bang!
Nel 1994 Roxette torna, dopo un breve periodo di pausa, con il quinto album Crash! Boom! Bang!, registrato in parte anche in Italia, a Capri. Negli Stati Uniti viene pubblicato contemporaneamente a un mini album Favourites From Crash! Boom! Bang!, una selezione di alcune canzoni. Con l'affermarsi di altri generi musicali come il grunge e di altre band, il successo dei Roxette in America viene meno. Si ritiene che possa aver giocato anche una promozione non adeguata da parte della casa discografica.
Sleeping in My Car anticipa l'uscita di Crash! Boom! Bang! e viene presentato agli MTV European Music Awards di Berlino. Roxette è di nuovo in tour mondiale anche in Sudafrica, oltre che in Europa, e per la prima volta anche in Giappone, dove per l'occasione viene pubblicata la raccolta Rarities.

#### Don't Bore Us, Get to The Chorus!
Nel 1995 esce la prima raccolta del gruppo Don't Bore Us, Get to the Chorus!, anticipata dal singolo You Don't Understand Me, mentre nel Regno Unito viene pubblicato anche un nuovo remix di The Look. Nel 1996 esce Crash! Boom! Live!, video del concerto tenuto a Johannesburg, registrato il 14 gennaio 1995 durante il tour mondiale "Crash! Boom! Bang!".

### 1999-2008

#### Have A Nice Day
Nel 1999 viene pubblicato un nuovo album, Have a Nice Day, registrato anche in Spagna, a ben 5 anni di distanza dall'ultimo album in studio Crash! Boom! Bang!, affiancando per la prima volta una propria etichetta, "Roxette Recordings", iconografata da una coppia di motociclisti. Lontano dallo stile pop-rock di Joyride e Tourism, a cui hanno collaborato Anders Herrlin e Alar Suurna, e soprattutto uno stile guitar-oriented dell'album Crash! Boom! Bang!, il nuovo album in studio, Have a Nice Day, ha fatto ricredere un ritorno in grande stile, ma questa volta i Roxette optano, oltre l'ennesimo cambio di immagine, anche a nuovi collaboratori e a sintetizzatori più marcati, con un arrangiamento decisamente synthpop.
Il singolo Wish I Could Fly anticipa di qualche mese l'uscita dell'album, mentre il secondo singolo, Anyone, in Giappone viene pubblicato come Pay The Price / Anyone, un "Double A-Side" («Doppio Lato-A»). La reinterpretazione remixata di Stars, terzo singolo estratto, è stata utilizza in uno spot della Vodafone.
Il video di Salvation, ultimo singolo estratto dall'album, è stato girato in Italia tra Napoli ed Amalfi.
It Will Take A Long Long Time è stata usata nella commedia Se scappi ti sposo, film con Julia Roberts e Richard Gere, ma non inserita nella colonna sonora.
Segue un mini tour promozionale in USA a cui si associa la pubblicazione di una nuova versione della raccolta Don't Bore Us, Get to the Chorus!.

#### Room Service
Nel 2001 esce un nuovo album in studio Room Service, ultimo album pubblicato dalla EMI. Durante la promozione di The Centre of the Heart (Is a Suburb to the Brain), i Roxette registrano per Los 40 Principales uno Showcase a Barcellona, dove presentano anche Real Sugar.
I video di The Centre of the Heart (Is a Suburb to the Brain) e Real Sugar sono stati girati nel cottage Madonna Inn, in California, e diretti da Jonas Åkerlund.

#### Passaggio alla Capitol Records: The Ballad Hits e The Pop Hits
Nel 2002 Robert Thorselius pubblica The Look for Roxette con un The Demo EP (CD Bonus) allegato.
Seguono, nel 2002 e nel 2003, le raccolte The Ballad Hits e The Pop Hits. Dal 2002 al 2012 le raccolte e gli album verranno pubblicati dalla Capitol Records, sempre sotto la supervisione della EMI.

#### La malattia di Marie
A ridosso dall'uscita di A Thing About You per la promozione del nuovo greatest hits, l'11 settembre 2002 Marie Fredriksson, cadendo nel bagno di casa sua, batte violentemente la testa. Soccorsa dal marito, viene trasportata in un ospedale di Stoccolma dove le viene diagnosticato un tumore al cervello. Marie Fredriksson subisce alcuni danni permanenti al cervello, compromettendo la capacità di leggere e contare, parte della funzione visiva dell'occhio destro e la  mobilità del lato destro del corpo; dopo l'operazione la cantante si sottopone a lunghi mesi di chemioterapia e radioterapia, che permettono di recuperare la funzionalità dell'arto superiore destro.
Pur senza la partner Marie Fredriksson, in qualche modo, Per Gessle riesce a far promozione alla raccolta The Ballad Hits.

#### Progetti alternativi
Successivamente, dopo l'uscita del singolo Opportunity Nox e del video, edito in una versione a cartoni animati, Per Gessle si dedica alla propria carriera solista, registrando un album, Mazarin, che pubblica nel 2003, da cui ne segue anche un tour e l'uscita di un DVD, En Mazarin, Alskling?. Con la riunione dei Gyllene Tider, avvenuta nel 2004 per celebrare il 25º anniversario, segue l'uscita di un nuovo album, Finn Fem Fel!, e un tour estivo in Scandinavia, tra luglio e agosto, che lo vede impegnato insieme alla propria band.
Per Gessle lavora a un nuovo progetto, "Son of a Plumber", da cui, nel 2005, pubblica un proprio doppio album. Inoltre, sul sito ufficiale crea un altro pseudonimo, "Bad Hair Day", dove pubblica alcuni demo dell'album Mazarin; alcune versioni alternative di "Son of a Plumber" e qualche demo.
Marie Fredriksson mette in mostra, nel 2003, alcuni dei suoi autoritratti e pubblica, nel 2004, a soli sei mesi dalla diagnosi di cancro, The Change, unico album solista in inglese della cantante.

#### 20º Anniversario
Il 25 luglio 2005 esce il singolo-remix Dancing DJs vs. Roxette di Fading Like a Flower.
Il 29 novembre 2005 Marie Fredriksson e Per Gessle sono di nuovo insieme al Dorchester Hotel di Londra, per la presentazione dei premi della Broadcast Music Incorporated, meglio conosciuta come BMI. Per Gessle riceve il premio per It Must Have Been Love, che secondo una stima ufficiale è stata trasmessa nelle radio statunitensi più di 4 milioni di volte. Per Gessle e Mats Persson ricevono il premio come migliore canzone dance dell'anno, grazie alla reinterpretazione di Listen to Your Heart fatta dai D.H.T..
Nel 2006 Marie Fredriksson, dopo la pubblicazione di Min Bäste Vän, durante i mesi estivi prende parte alla registrazione con Per Gessle di One Wish e Reveal, per l'uscita di un nuovo greatest hits.
Verso la fine dell'anno The RoxBox/Roxette 86-06 celebra vent'anni esatti del gruppo, con un'antologia di brani e materiale inedito. Il sito ufficiale a cadenza settimanale dalla fine di ottobre fino a tutto dicembre ha fatto ascoltare per un periodo di tempo limitato alcuni demo delle canzoni più note del gruppo.
Negli USA per promuovere la prima stagione (2006) della serie Ugly Betty, la ABC ha mandato in onda degli spot promozionali usando la canzone The Look.

### 2009-2013

#### Reunion ufficiale:The Night of the Promse un mini-tour estivo nel 2010
Il 5 maggio 2009 viene ufficialmente annunciata la riunione del duo, che partecipa all'edizione autunnale di "The Night of the Proms" in Belgio, Paesi Bassi e Germania, oltre che all'Antwerp Sportpaleis di Anversa, durante la manifestazione, il 24 ottobre 2009.
Ma la prima vera apparizione dei Roxette, dopo sette anni, è quella del 6 maggio 2009, durante il tour solista di Per Gessle, il "Party Crasher tour" alla data di Amsterdam, in cui Per Gessle, a sorpresa, presenta Marie Fredriksson che sul palco esegue, insieme al resto della band, It Must Have Been Love e The Look, durante il tour, Per cantò diversi brani dei Roxette.
Dopo aver partecipato il 28 luglio al Festival "New Wave 2009" in Lettonia, dal 23 ottobre 2009 Marie Fredriksson e Per Gessle vanno in tour per la nuova edizione di NOTP, in cui ri arrangiano per la prima volta, con un'orchestra al completo, alcune delle loro canzoni (Wish I Could Fly, The Look, It Must Have Been Love, Joyride e Listen to Your Heart) accompagnati anche da Clarence Öfwerman alle tastiere; Christoffer Lundquist e Jonas Isacsson alla chitarra e Pelle Alsing alla batteria.
Intanto, tra agosto e settembre 2010, i Roxette vanno in un tour tra Svezia, Norvegia, Danimarca e Russia.

#### Il nuovo albumCharm School,Travellinge il tour mondiale
L'11 febbraio 2011 è uscito l'album Charm School, anticipato dal singolo She's Got Nothing On (But the Radio), che ha ottenuto la prima posizione nella classifica degli album più venduti in Germania, Repubblica Ceca e Svizzera.
Il 28 febbraio 2011 è partito il tour mondiale, in Russia, proseguito sino alla fine di luglio, in Scandinavia. La serie di concerti ha toccato, oltre a diversi paesi europei, anche il Sudafrica e il Sud America, per un totale di 37 date.
Sul sito della band sono state aggiunte altre date, a quelle già ufficiali, per un ulteriore prolungamento nel 2011, subito dopo la pausa estiva. Il tour è continuato anche nel 2012.
A febbraio, nel 2012, il tour si è concentrato principalmente in Australia, tra Sydney, Melbourne, Adelaide e Perth. A seguito del grande successo ottenuto con i concerti, il loro greatest hits del 2006, A Collection of Roxette Hits: Their 20 Greatest Songs!, nel mese di febbraio 2012 rientra prepotentemente su iTunes, nelle classifiche degli album più scaricati in Australia, raggiungendo per diversi giorni la Top 10.
Nel 2011 viene pubblicato Charm School Revisited, variante dell'album Charm School, con demo e remix, mentre nel 2012 esce un nuovo album, Travelling, che ricalca un po' lo stile di Tourism, ossia include brani registrati in occasioni diverse, tra i vari inediti, spicca Touched by The Hand of God, outtake dell'album Charm School, alcune rivisitazioni come Perfect Excuse, pubblicato nell'album Party Crasher di Per Gessle, ed esecuzioni anche dal vivo di alcuni brani del passato, come Stars (Soundcheck a Dubai) e It Must Have Been Love, in una versione con elementi orchestrali, dal "the Night of The Proms" di Rotterdam. Dal 2 marzo 2012 It's Possible anticipa l'uscita del nuovo album, sia in radio e come singolo digitale.
Il tour mondiale continua anche dopo la pubblicazione di Travelling. A marzo 2012 Roxette fa tappa in Asia, tra Indonesia, Singapore, Hong Kong, Taiwan e Cina. Tra aprile e maggio, il tour è continuato in Sud America, tra Venezuela, Ecuador, Perù, Argentina, Cile e Brasile. Nei primi giorni di giugno 2012 Roxette ha continuato il tour con altre date in Sudafrica, questa volta tra Johannesburg, Durban e Città del Capo. Dopo la partecipazione al "Peace & Love Festival", in Svezia, nel mese di giugno Roxette ha continuato in Europa, con una data nei Paesi Bassi (Amsterdam), e un'altra tappa in Germania (Kaiserslautern).
Dal 26 giugno 2012 The Sweet Hello, The Sad Goodbye viene riproposta in un remix edito da Bassflow.
Nel mese di luglio, il tour europeo è continuato anche nel Regno Unito, in Scozia (Glasgow) e Inghilterra (tra Manchester e Birmingham), e anche in Irlanda (a Dublino). Nel mese di luglio Roxette ha partecipato inoltre ad alcuni festival musicali tra Norvegia, nel "Odderoya Live Festival", nelle città di Kristiansand, Svizzera, nel "Live at Sunset Festival", a Zurigo, Finlandia, a Kokta, nel "Kotka Maritime Festival" e Oulu, nel "Qstock Festival". Il tour ha fatto tappa anche in Romania, a Cluj-Napoca, dove ha registrato un tutto esaurito, Roxette ha continuato il tour tra Danimarca (Brondby) e Polonia (Danzica).
Tra agosto e settembre 2012 il tour si è prolungato anche negli Stati Uniti e in Canada, con un'ulteriore data anche in Messico. Come già accaduto in Australia a febbraio 2012, anche il tour canadese ha fatto rientrare alcuni loro vecchi singoli nella Top 200 dei brani più scaricati in Canada, tanto da far rieditare la raccolta A Collection of Roxette Hits: Their 20 Greatest Songs! in un ulteriore "Canadian Tour Edition", con alcuni cambiamenti nella tracklist dell'album. Oltre ad aver riportato in luce alcuni brani importanti della loro carriera, come The Look, Dangerous, Joyride, It Must Have Been Love, Spending My Time che li ha fatti conoscere al pubblico d'oltreoceano negli anni novanta, cosa che molto raramente è capitata ai cantanti e gruppi musicali europei, nel mese di settembre, negli Stati Uniti i Roxette sono stati intervistati per un servizio della CBS.
A conferma del successo del loro tour mondiale, nel 2013 esce il video Roxette Live: Travelling The World con un cd audio allegato che include gran parte del concerto svoltosi il 5 maggio 2012 a Santiago del Cile, e che verrà pubblicato separatamente solo in versione digitale, con due brani extra ("Silver Blue" e "Church Of Your Heart") e dal titolo "Travelling The World".
Oltre al concerto, con 20 brani eseguiti dal vivo, e scelti da varie tappe del loro tour, il video include anche il documentario "It All Begins Where It Ends - The Incredible Story Of Roxette" che mostra vari retroscena del tour e varie interviste al gruppo, tra le quali una di Marie, che racconterà, per la prima volta, di come è sopravvissuta al tumore.
Il documentario è stato precedentemente trasmesso, in Svezia, in versione ridotta, il 26 dicembre 2012, dal canale svedese SVT1, mentre, il concerto, registrato tra Argentina, Cile e Brasile, è stato trasmesso, sempre in versione ridotta, a gennaio del 2013.

### 2014-2020

#### Il30th Anniversary Tour, ultimo tour dei Roxette
Tra il 2014 e il 2016 i Roxette hanno intrapreso un nuovo tour mondiale per festeggiare i 30 anni di carriera, Il Roxxxette 30th Anniversary Tour. Il tour è iniziato nel 2014, il 28 ottobre, in Russia, ed è continuato fino al 2016, a febbraio, in Sudafrica. Il tour ha fatto tappa anche in Italia, a Milano, il 10 maggio 2015, al Teatro degli Arcimboldi. A causa di alcune cadute accidentali durante le prime date del tour, la Fredriksson ha poi cantato sempre seduta.
Il 18 aprile 2016 è stata data la notizia ufficiale riguardo all'annullamento dell'ultima parte del Roxette XXX Tour, che si sarebbe dovuto svolgere durante il periodo estivo, e che avrebbe dato l'occasione, come per l'album Travelling con il Neverending Tour nel 2011, di promuovere il nuovo album del duo pop svedese, "Good Karma" in uscita nel mese di giugno 2016.
La notizia ha dato l'opportunità di spiegare l'addio dai palchi, ma non dalle attività musicali, dovuto a nuovi problemi di salute della cantante Marie Fredriksson, che, secondo consiglio dei suoi medici, ha deciso di terminare definitivamente la stagione dei tour, dichiarando: "i giorni dei tour sono finiti e voglio cogliere l'occasione per ringraziare i nostri fans meravigliosi che ci hanno seguiti nel nostro cammino lungo e tortuoso". Gessle ha così aggiunto "Il Joyride per le strade è ora finito, ma sicuramente ci siamo divertiti".
L'ultimo appuntamento che ha visto salire sul palco la coppia composta da Marie Fredriksson e Per Gessle, è stata quella dell'8 febbraio 2016 al Grand Arena Stadium di Città del Capo, in Sudafrica.
Nel 2015 è stata registrata una nuova versione del brano del 1988 The Look, The Look (2015 Remake), pubblicato ufficialmente il 17 luglio 2015, e con un'edizione in vinile da 7" resa disponibile invece dal 26 agosto 2015.

#### Roxette Diaries
Nel 2016 è stato pubblicato, nel mese di marzo, il film documentario "Roxette Diaries", diretto da Jonas Åkerlund, presentato durante il Way Out West Festival di Göteborg, il 13 agosto 2015, ed annunciato nel programma del Berlinale del 2016.

#### Passaggio alla Warner e l'ultimo album "Good Karma"
L'8 aprile 2016 è uscito il nuovo singolo dei Roxette, intitolato It Just Happens, il quale ha anticipato il nuovo album Good Karma, decimo album del duo svedese, uscito ufficialmente il 3 giugno 2016, e primo album pubblicato sotto etichetta Warner.
La Fredriksson ha dichiarato: "Per e io seguiremo la pubblicazione del nostro nuovo album Good Karma, che uscirà a giugno, che per me è il nostro miglior album". Gessle ha dichiarato: "Good Karma è una cosa positiva e riassume la storia speciale dei Roxette, dal loro successo, al disastro di quando Marie si ammalò nel 2002 e quando, contro ogni previsione, tornò nel 2009. Vogliamo fare una dichiarazione positiva con questo album. C'è una certa positività attorno all'intero album.".
Some Other Summer è il secondo singolo estratto dall'album Good Karma e pubblicato il 24 giugno 2016 anche in un CD singolo con altri 4 remix. Sul canale ufficiale YouTube del gruppo, come per il brano "It Just Happens", è stato pubblicato un video animato della canzone con le parole del brano che si mostrano in successione.
Il terzo singolo estratto è stato il brano "Why Don't You Bring Me Flowers?", al quale è stato accompagnato un video realizzato grazie all'assemblaggio di video dei fan, inviati dagli stessi tramite YouTube, a seguito di un invito da parte del gruppo.
Nel mese di maggio 2017 Per Gessle, in occasione dell'uscita del suo album solista, ha dichiarato che molto probabilmente i Roxette non incideranno più nuovi brani a causa delle condizioni di salute sempre più critiche di Marie Fredriksson.
Nonostante i suoi problemi di salute, Marie, che non vuole rinunciare completamente alla sua passione per il canto, dopo aver dichiarato di sognare da tempo di collaborare con artisti Jazz e Swing, tra il 2017 e il 2018, pubblica ben tre singoli (solo in digitale) con queste sonorità: "Alone Again" realizzato insieme a Max Schultz e Magnus Lindgren che viene pubblicato il 30 maggio 2017, proprio il giorno del compleanno di Marie. Verso la fine dell'anno esce "I Want To Go", mentre "Sing a song" esce il 30 maggio 2018.

#### Per Gessle's Roxette
Verso la fine del 2018, Per Gessle intraprende, in giro per l'Europa, un nuovo tour, denominato "Per Gessle's Roxette", dove il musicista canta i brani dei Roxette senza purtroppo la controparte Marie Fredriksson. Per ha già cantato i brani dei Roxette, durante il "Party Crasher Tour" del 2009.

#### La morte di Marie Fredriksson e il tributo a lei dedicato
Marie Fredriksson muore nella sua casa di Djursholm il 9 dicembre 2019 all'età di 61 anni, dopo una lunga battaglia contro la recidiva del tumore al cervello che l'aveva colpita nel 2002.
Il quotidiano svedese Expressen ha riportato la notizia, secondo il comunicato stampa da parte della sua manager che ha così scritto: "È con grande tristezza che dobbiamo annunciare che uno dei nostri artisti più grandi e più amati è scomparso. Marie Fredriksson è morta la mattina del 9 dicembre a seguito della sua malattia".
Anche Per Gessle, suo compagno nel duo dei Roxette, le ha reso omaggio con il seguente messaggio: "Il tempo passa così in fretta. Non è stato molto tempo fa che abbiamo trascorso giorni e notti nel mio piccolo appartamento ad Halmstad, ascoltando la musica che amavamo, condividendo sogni impossibili e che sogno alla fine abbiamo potuto condividere! Grazie Marie, grazie di tutto. Sei stata una musicista eccezionale, una maestra della voce, un'artista straordinaria. Grazie per aver dipinto le mie canzoni in bianco e nero con i colori più belli. Sei stata un'amica meravigliosa per oltre quarant'anni. Sono orgoglioso, onorato e felice di aver potuto condividere così tanto del tuo tempo, talento, calore, generosità e del tuo senso dell'umorismo. Tutto il mio amore va a te e alla tua famiglia. Le cose non saranno più le stesse".
Il 20 gennaio del 2020 viene realizzato un toccante concerto tributo per Marie Fredriksson, dal titolo En kväll för Marie Fredriksson ('Una serata per Marie Fredriksson'). Il concerto si è svolto presso lo Stora Teatern di Göteborg ed è stato trasmesso in streaming a livello internazionale, il 25 gennaio, alle 21 sul canale svedese SVT1. Al tributo parteciperanno, naturalmente Per Gessle, i musicisti e gli artisti che hanno conosciuto Marie Fredriksson anche personalmente e che hanno collaborato anche con i Roxette nel corso della loro carriera, come Jonas Isacsson ed Anders Herrlin, con alcuni artisti di spicco della scena svedese, che hanno ricordato e omaggiato, dedicando alla cantante, alcuni brani tratti anche dalla carriera solista.

#### Bag Of Trix
Con alcune indiscrezioni, durante la primavera del 2020, si è parlato di un possibile album, il primo postumo dopo la scomparsa di Marie Fredriksson, contenente alcuni brani inediti dei Roxette.
Viene pubblicato, a maggio del 2020, il brano Help!, come singolo digitale, cover dei Beatles, già edito nel 2006 nella collection "The Roxbox 86-06": il singolo, uscito in via promozionale, anticipa e conferma l'uscita della futura collection che si intitolerà "The Bag Of Trix, Music from the Roxette Vaults" e che conterrà versioni alternative di brani già editi e molto altro.
La raccolta è stata curata con la supervisione di Per Gessle e Mikael Bolyos, marito della Fredriksson, e conterrà ben quattro dischi nell'edizione in vinile, e tre in quella su CD. La versione digitale invece, uscirà scaglionata in quattro parti: il primo volume arriverà il 30/10, e sarà anticipato dal singolo "Let Your Heart Dance With Me", brano inedito registrato durante le sessioni di registrazione dell'album "Good Karma" del 2016. Il secondo volume arrivera il 13/11, anticipato dal singolo digitale "Tu No Me Comprendes", versione spagnola di "You Don't Understand Me", outtake dell'album di ballate in lingua spagnola, intitolato appunto "Baladas En Espanol", del 1996. Il terzo volume verrà pubblicato il 27/11, anticipato dal singolo, un altro inedito, realizzato durante la lavorazione di "Good Karma", che si intitola "Piece Of Cake". Il quarto ed ultimo volume arriverà l'11/12, ed uscirà contemporaneamente all'album nei negozi.
In origine, da quanto dichiarato da Per Gessle, la data di pubblicazione dell'intera raccolta, per ricordare così Marie Fredriksson, scomparsa lo stesso giorno nel 2019, era stata programmata il 9 dicembre, ma per una questione legata all'uscita dei dischi, in cui escono solo in determinati giorni della settimana, la pubblicazione dell'album è stata posticipata a due giorni dopo.

## PG Roxette
Nel 2021 Per Gessle prende parte al progetto "The Metallica Blacklist", album tributo dei Metallica, in cui registra la cover di "Nothing Else Matters" con lo pseudonimo PG Roxette.
Nel 2022 Per Gessle tornerà con il progetto PG Roxette, con un singolo inedito, "The Loneliest Girl In The World", pubblicato nel mese di giugno, e con un nuovo album, "Pop-Up Dynamo!", posticipato ad ottobre, e definito dallo stesso Per, come un mix tra Joyride e Look Sharp!, ma in una versione aggiornata. Nel mese di settembre viene pubblicato un secondo singolo, "Walking On Air".
Come ha precisato lo stesso Gessle, non c’è stata nessuna intenzione di sostituire Marie Fredriksson: PG Roxette comprenderà anche le coriste Helena Joseffson e Dea Norberg, già conosciute ai fans del duo, e prenderà l'eredità dei Roxette. Tuttavia, come cantante solista canterà la vocalist svedese Lena Philippsson come annunciato dal sito ufficiale

## Discografia
- 1986 - Pearls of Passion (EMI)
- 1988 - Look Sharp! (EMI/Parlophone)
- 1991 - Joyride (EMI)
- 1992 - Tourism - Songs from Studios, Stages, Hotelrooms & Other Strange Places (EMI)
- 1994 - Crash! Boom! Bang! (EMI)
- 1995 - Rarities (EMI)
- 1995 - Don't Bore Us, Get to the Chorus! - Roxette's Greatest Hits (EMI)
- 1996 - Baladas En Español (EMI)
- 1999 - Have a Nice Day (EMI)
- 2001 - Room Service (EMI)
- 2011 - Charm School (EMI/Capitol)
- 2012 - Travelling (EMI/Capitol)
- 2016 - Good Karma (Warner)
- 2020 - Bag of Trix (Warner)

## Tour
- 1987 Rock Runt Riket con Eva Dalghren e Ratata (tour in Svezia)
- 1988 Look Sharp '88! (tour in Svezia)
- 1989 Look Sharp Live! (tour europeo)
- 1991-1992 Join the Joyride (tour mondiale)
- 1992 The Summer Joyride '92! (tour europeo)
- 1994-1995 Crash! Boom! Bang! (tour mondiale)
- 2001 Room Service Tour 2001 (tour europeo)
- 2009 Night of the proms 2009, Tour
- 2010 Mini-Tour Estivo [Pre-Charm School]
- 2011 Charm School World Tour [Spring/Summer Tour][#1]
- 2011 Charm School World Tour [Autumn/Winter Tour][#2]
- 2012 Charm School World Tour [#3] (febbraio, in Australia)
- 2012 Charm School/Travelling World Tour (marzo-giugno)
- 2014-2016 XXX 30th Anniversary Tour
- 2025 Roxette Tour 2025